# Thẩm Văn Tú
Thẩm Văn Tú (chữ Hán: 沈文秀, 425 – 486), tự Trọng Viễn, người Vũ Khang, Ngô Hưng, tướng lĩnh nhà Lưu Tống. Ông có quan hệ họ hàng với danh tướng Thẩm Khánh Chi.

## Cuộc đời và sự nghiệp

### Khuyên giết Tiền Phế đế
Cha là Thẩm Thiệu Chi, làm Nam trung lang Hành tham quân. Văn Tú ban đầu làm Quận chủ bộ, công tào sứ. Sau khi Thẩm Khánh Chi được trọng dụng, ông được thăng làm Phủ quân hành tham quân cho Đông Hải vương Lưu Y; rồi thăng lên Đông trung lang phủ cho Nghĩa Dương vương Lưu Sưởng, sang miền đông làm Tiền Đường lệnh, Phủ quân tham quân cho Tây Dương vương Lưu Tử Thượng, Vũ Khang lệnh, Thượng thư Khố bộ lang, bổn ấp (tức Vũ Khang) Trung chính, Kiến Khang lệnh. Văn Tú buộc tội Tầm Dương vương Lưu Tiên giết gia nô, bị miễn quan, phạt thêm 100 trượng. Ít lâu sau được khôi phục quan chức.
Tiền Phế đế lên ngôi, ông được làm An nam lục sự tham quân cho Kiến An vương Lưu Hưu Nhân, Xạ Thanh hiệu úy. Năm Cảnh Hòa đầu tiên (465), Văn Tú được thăng làm Đốc chư quân sự 2 quận Đông Hoàn, Đông An thuộc Thanh Châu, Kiến uy tướng quân, Thanh Châu thứ sử. Khi sắp đến trấn, trong lúc bộ khúc đã đóng trại ở Bạch Hạ, ông mượn cớ từ biệt mà khuyên Thẩm Khánh Chi giết Tiền Phế đế, nói đi nói lại mãi nhưng ông ta vẫn không theo. Văn Tú đi rồi, Khánh Chi quả nhiên bị Đế giết chết. Sau đó, Đế sai Trực các Giang Phương Hưng lĩnh binh đi giết ông. Phương Hưng đến, bị Văn Tú bắt giữ. Trước đó, Phương Hưng chưa đến, Minh đế đã lên ngôi, nên sau đó ông tha cho ông ta về kinh sư.

### Hưởng ứng Lưu Tử Huân
Khi Tấn An vương Lưu Tử Huân ở Tầm Dương xưng đế, triều đình gọi Văn Tú tham gia đánh dẹp, ông sai bọn Lưu Di Chi, Trương Linh Khánh, Thôi Tăng 3 cánh quân đi giúp. Bấy giờ Từ Châu thứ sử Tiết An Đô hưởng ứng Lưu Tử Huân, sai sứ báo Văn Tú, cho biết phần lớn sứ quân các nơi đã hưởng ứng Tử Huân, ông lập tức lệnh bọn Di Chi quay về hưởng ứng An Đô. Đài quân hội họp ở Bắc Hải, giữ thành để chống lại Văn Tú. Ông phát giác Tư mã Phòng Văn Khánh âm mưu hưởng ứng triều đình, giết chết ông ta, rồi sai Quân chủ Giải Ngạn Sĩ đánh thành Bắc Hải, hạ được.
Văn Tú hơn 10 lần đánh bại các cánh đài quân của bọn Thanh Châu thứ sử Minh Tăng Hạo, Đông Hoàn, Đông An 2 quận thái thú Lý Linh Khiêm, Bình Nguyên, Nhạc An 2 quận thái thú Vương Huyền Mặc, Thanh Hà, Quảng Xuyên 2 quận thái thú Vương Huyền Mạc, Cao Dương, Bột Hải 2 quận thái thú Lưu Thừa Dân. Tháng 8 năm Thái Thủy thứ 2 (466), đài quân bình định xong Tầm Dương, Minh đế sai em Văn Tú là Văn Bỉnh ban chiếu chiêu dụ. Tháng 2 năm sau (467), ông quy hàng xin nhận tội, lập tức có chiếu cho giữ nguyên quan chức.

### Thất thủ thành Thanh Châu
Trước đó, Văn Tú cùng Ký Châu thứ sử Thôi Đạo Cố mời quân Bắc Ngụy vào giúp, tướng Ngụy là Mộ Dung Bạch Diệu soái đại quân đến. Ông đã thụ mệnh, bèn thừa lúc người Ngụy không phòng bị, thả quân tập kích, giết hại rất nhiều. Quân Ngụy tiến quân vây thành, Văn Tú khéo phủ dụ, tướng sĩ đều ra sức chiến đấu, lần nào cũng đẩy lui được địch. Minh đế cho ông tiến hiệu Phụ quốc tướng quân. Trong năm ấy quân Ngụy nhiều lần tấn công, đều bị quân Tống đẩy lui. Năm thứ 4 (468), ông được tiến hiệu Hữu tướng quân, phong Tân Thành huyện hầu, thực ấp 500 hộ. Cùng năm, em trai của ông là Văn Tĩnh đi cứu anh, phải dừng lại ở thành Bất Kỳ, quận Đông Lai. Quân Ngụy phá được thành, Văn Tĩnh bị giết.
Thanh Châu bị vây 3 năm, cứu binh đều không dám đến. Sĩ tốt dưới quyền ông không ai làm phản, ngày đêm chiến đấu, đến nỗi mũ giáp sinh chấy, rận. Ngày 24 tháng 5 năm thứ 5 (469), thành vỡ. Hôm ấy, Văn Tú cởi giáp, ngồi xếp bằng khoan thai, lệnh cho người cầm cờ trì tiết ở bên cạnh. Quân Ngụy xông vào, hươ binh khí hỏi: "Thanh Châu thứ sử Thẩm Văn Tú ở đâu?" ông lớn tiếng đáp: "Ta đây!" Ông bị lột mất y phục, đưa đến gặp Bạch Diệu. Quân Ngụy lệnh cho ông phải vái chào, Văn Tú đáp: "Đều là đại thần của 2 nước, không có cái lễ vái nhau!" Bạch Diệu nghe được, bèn trả lại y phục cho ông, bày rượu thịt tiếp đãi, rồi giải về kinh sư Bình Thành.
Hiến Văn đế kính trọng tiết nghĩa của ông, đãi ngộ rất hậu, bái làm Ngoại đô hạ đại phu. Năm Thái Hòa thứ 3 (479) đời Hiếu Văn đế, được thăng làm Ngoại đô đại quan. Đế khen ngợi lòng trung thành của ông, ban cho 200 xúc lụa. Sau đó được ban chức Hoài Châu thứ sử, Giả Ngô quận công. Ông sống thanh bần, thi hành chính sự khoan dung.
Văn Tú ở Ngụy 19 năm, mất khi đang ở chức. Đó là năm Vĩnh Minh thứ 4 nhà Nam Tề, tức năm Thái Hòa thứ 10 nhà Bắc Ngụy (486), hưởng thọ 61 tuổi.